# Oukuriella jatai
Oukuriella jatai är en tvåvingeart som beskrevs av Trivinho-strixino och Messias 2005. Oukuriella jatai ingår i släktet Oukuriella och familjen fjädermyggor. Inga underarter finns listade i Catalogue of Life.